# Heinrich Schomburgk
Heinrich Georg Schomburgk (Leipzig, 30 de Junho de 1885) foi um tenista e futebolista alemão.
Em Estocolmo 1912, foi campeão olímpico em duplas mistas com Dorothea Köring.